# Lucas Deaux
Lucas Deaux (Reims, Francia, 26 de diciembre de 1988) es un futbolista francés. Juega de mediocampista y su equipo es el A. S. Nancy-Lorraine del Championnat National francés.

## Carrera

### Stade de Reims
Deaux participó de todo el proceso de formación del Stade de Reims, llegando ser promovido al equipo profesional en el año 2006.

### Nantes
El 10 de julio de 2012 se anunció su traspaso al FC Nantes con un contrato de dos años. Debutaría oficialmente el 27 de julio de 2012 frente al Istres en la primera fecha de la Ligue 1 2012-13.

### Guingamp
El 10 de junio de 2016 se anunció su fichaje por el EA Guingamp con un contrato de 3 años.

### Nîmes
En agosto de 2019 fichó por el Nîmes Olympique de la Ligue 1.

## Estadísticas
Actualizado al último partido disputado el 19 de mayo de 2023.
| Stade de Reims Francia                                                   | 2.ª           | 2006-07       | 2   | 0  | 2  | 0 | 4   | 0  |
| Stade de Reims Francia                                                   | 2.ª           | 2007-08       | 4   | 0  | 0  | 0 | 4   | 0  |
| Stade de Reims Francia                                                   | 2.ª           | 2008-09       | 19  | 3  | 2  | 0 | 21  | 3  |
| Stade de Reims Francia                                                   | 3.ª           | 2009-10       | 29  | 0  | 2  | 1 | 31  | 1  |
| Stade de Reims Francia                                                   | 2.ª           | 2010-11       | 31  | 3  | 5  | 0 | 36  | 3  |
| Stade de Reims Francia                                                   | 2.ª           | 2011-12       | 30  | 1  | 3  | 0 | 33  | 1  |
| Stade de Reims Francia                                                   | Total club    | Total club    | 115 | 7  | 14 | 1 | 129 | 8  |
| F. C. Nantes Francia                                                     | 2.ª           | 2012-13       | 33  | 0  | 3  | 0 | 36  | 0  |
| F. C. Nantes Francia                                                     | 1.ª           | 2013-14       | 36  | 1  | 5  | 0 | 41  | 1  |
| F. C. Nantes Francia                                                     | 1.ª           | 2014-15       | 34  | 0  | 6  | 1 | 40  | 1  |
| F. C. Nantes Francia                                                     | 1.ª           | 2015-16       | 16  | 0  | 1  | 0 | 17  | 0  |
| F. C. Nantes Francia                                                     | Total club    | Total club    | 119 | 1  | 15 | 1 | 134 | 2  |
| K. A. A. Gante · Bélgica                                                 | 1.ª           | 2015-16       | 5   | 0  | 0  | 0 | 5   | 0  |
| K. A. A. Gante · Bélgica                                                 | Total club    | Total club    | 5   | 0  | 0  | 0 | 5   | 0  |
| E. A. Guingamp Francia                                                   | 1.ª           | 2016-17       | 38  | 2  | 7  | 0 | 45  | 2  |
| E. A. Guingamp Francia                                                   | 1.ª           | 2017-18       | 26  | 2  | 2  | 0 | 28  | 2  |
| E. A. Guingamp Francia                                                   | 1.ª           | 2018-19       | 18  | 3  | 3  | 0 | 21  | 3  |
| E. A. Guingamp Francia                                                   | 2.ª           | 2019-20       | 4   | 1  | 0  | 0 | 4   | 1  |
| E. A. Guingamp Francia                                                   | Total club    | Total club    | 86  | 8  | 12 | 0 | 98  | 8  |
| Nîmes Olympique Francia                                                  | 1.ª           | 2019-20       | 17  | 2  | 1  | 0 | 18  | 2  |
| Nîmes Olympique Francia                                                  | 1.ª           | 2020-21       | 25  | 1  | 0  | 0 | 25  | 1  |
| Nîmes Olympique Francia                                                  | Total club    | Total club    | 42  | 3  | 1  | 0 | 43  | 3  |
| Dijon F. C. O. Francia                                                   | 2.ª           | 2021-22       | 19  | 0  | 2  | 0 | 21  | 0  |
| Dijon F. C. O. Francia                                                   | 2.ª           | 2022-23       | 9   | 0  | 0  | 0 | 9   | 0  |
| Dijon F. C. O. Francia                                                   | Total club    | Total club    | 28  | 0  | 2  | 0 | 30  | 0  |
| A. S. Nancy-Lorraine Francia                                             | 3.ª           | 2022-23       | 11  | 0  | ―  | ― | 11  | 0  |
| A. S. Nancy-Lorraine Francia                                             | Total club    | Total club    | 11  | 0  | 0  | 0 | 11  | 0  |
| Total carrera                                                            | Total carrera | Total carrera | 406 | 19 | 44 | 2 | 450 | 21 |
| (1) Incluye datos de la Copa de Francia y la Copa de la Liga de Francia. |               |               |     |    |    |   |     |    |